# Кошовець Андрій Віталійович
Андрій Віталійович Кошовець (нар. с. Добротове, Сумська область) — український військовослужбовець, старший сержант Державної служби України з надзвичайних ситуацій, учасник російсько-української війни. Герой України (2023).

## Життєпис
Старший сапер відділення піротехнічних робіт Аварійно-рятувального загону спеціального призначення Головного управління ДСНС України у Донецькій області.
З початку повномасштабного російського вторгнення в Україну, під час проведення розмінування на території лише Донецької області, за особистою участю старшого сержанта служби цивільного захисту Андрія Кошовця, було виявлено та знешкоджено 124 артилерійські снаряди, 28 мінометних мін, 11 гранат та 635 інших вибухонебезпечних предметів.
5 березня 2022 року під час проведення робіт з очищення від вибухонебезпечних предметів приватного житлового будинку м. Покровська Донецької області старший сержант служби цивільного захисту Андрій Кошовець отримав мінно-вибухову травму та осколкові поранення тіла. Після проведення лікування він повернувся на Донеччину, де виконував завдання за призначенням.

## Нагороди
- Звання Герой України з врученням ордена «Золота Зірка» (23 лютого 2023) — за особисту мужність і героїзм, виявлені у захисті державного суверенітету та територіальної цілісності України, самовіддане служіння Українському народові[2].